# Kostel svatého Bartoloměje (Luka nad Jihlavou)
Kostel svatého Bartoloměje se nachází na návrší v centru městyse Luka nad Jihlavou. Kostel je farním kostelem římskokatolické farnosti Luka nad Jihlavou. Jde o pozdně barokní jednolodní stavbu se segmentovým závěrem, která byla postavena na místě někdejšího románského kostela, jehož pozůstatkem je západní čtyřboká věž. Kostel je chráněn jako kulturní památka České republiky.

## Historie
Na místě současného kostela stál dříve románský kostel, který byl vypleněn švédskými vojsky; z původního kostela zbyla pouze věž, jejíž spodní část zůstala i po rekonstrukci věže v roce 1804 v původním stavu. 
Nový kostel byl postaven jako barokní stavba na místě zbořeného kostela mezi lety 1755 a 1763, kdy byl majitelem obce Dominik hrabě z Kounic. V kostele jsou tři původní zvony, první z roku 1507, druhý z první poloviny patnáctého století a třetí, tzv. umíráček, byl ulit v roce 1534. Co se týče prvního zvonu, v mnoha pramenech se uvádí nesprávný letopočet 1504 a hmotnost 1500 kg – obojí vzniklé nesprávnou interpretací dobových čísel a jednotek. Zvon sice nikdy nebyl vážen, ale podle tvaru a rozměrů je jeho hmotnost cca 650 kg.
V roce 1845 byly do kostela pořízeny varhany. Nad hlavním oltářem je obraz svatého Bartoloměje, jehož autorem je Josef Šteiner, v kostele jsou kromě hlavního oltáře také čtyři boční oltáře z roku 1890. V roce 1911 byly zakoupeny a instalovány nové varhany. Ty pak byly v roce 2010 rekonstruovány.